# 大叻宫殿酒店

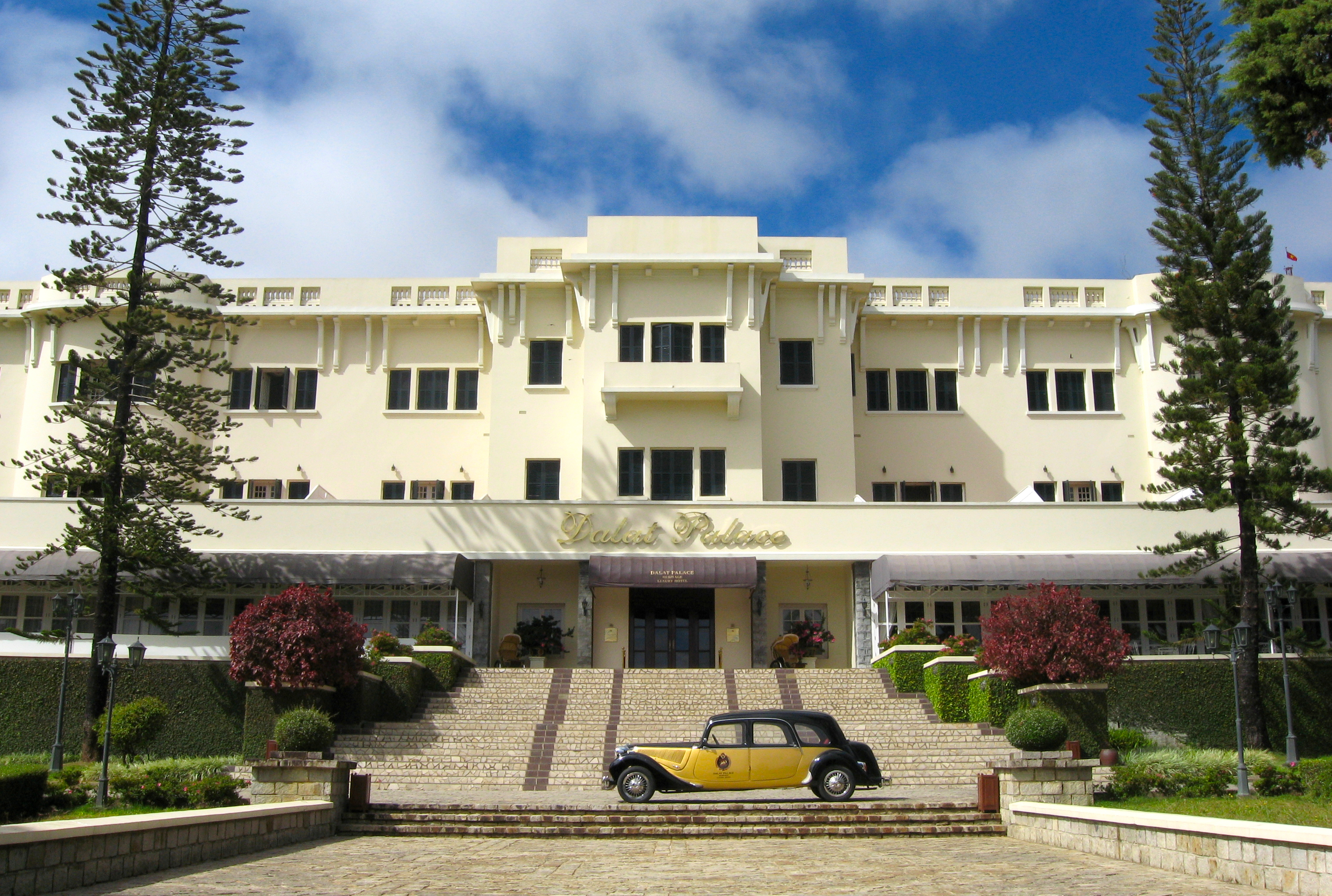
大叻宫殿酒店

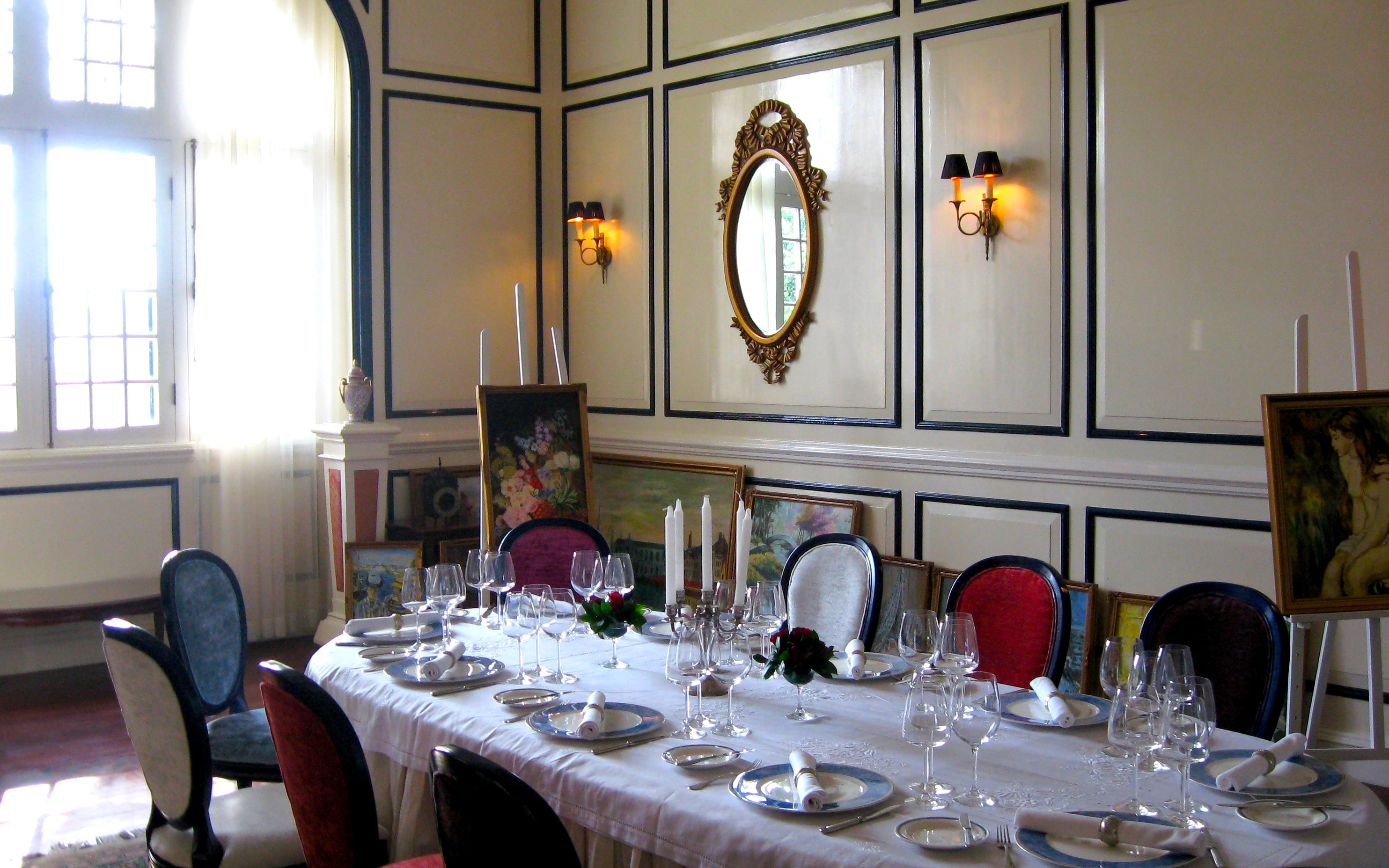
Private dining room

大叻宫殿酒店（Dalat Palace Hotel）是越南大叻的一个历史悠久的豪华酒店，建成开业于1922年，原名Lang-Bian Palace Hotel，它的壮观、现代，豪华和位置使之成为法国在越南中部高原殖民统治的突出标志，它被定位为欧洲商业和行政区的中心，主宰着“本地人区”，并作为它们和欧洲别墅之间的缓冲区。这座豪华酒店可与曼谷东方酒店和新加坡莱佛士酒店相比。1975年越战结束后该酒店即已经冷落，1990年代修复。